# Georgia Els
Georgia Cecile Els, född 12 februari 2006, är en sydafrikansk simmare.

## Karriär
Vid afrikanska spelen 2023 i Accra tog Els guld på 200 meter medley, silver på 100 meter bröstsim, brons på 200 meter bröstsim samt var en del av Sydafrikas kapplag som tog guld på 4×100 meter mixad frisim.